# Istituto centrale per il restauro
L'istituto centrale per il restauro, noto anche con l'acronimo ICR, è un organo del Ministero della cultura. È, assieme all'Opificio delle pietre dure a Firenze, uno dei più noti e prestigiosi istituti nel campo del restauro e dell'insegnamento del restauro.

## Storia
Fu istituito con la legge 22 luglio 1939, n° 1240, presso il Ministero dell'Educazione Nazionale a Roma ma l'attività iniziò il 18 ottobre 1941, quando fu inaugurato dal ministro Giuseppe Bottai. Come primo direttore fu chiamato Cesare Brandi, su indicazione di Giulio Carlo Argan. L'istituto è nato con lo scopo di promuovere l'attività del restauratore dall'ambito della pratica empirica a tecnica d'intervento multidisciplinare basata dall'apporto congiunto di storici d'arte ed esperti scientifici. La scuola triennale per l’insegnamento del restauro, prevista dalla legge, fu attivata, con il primo corso, il 16 novembre 1942. Nell'ambito dello stesso istituto vengono poste le basi teoriche metodologiche della teoria del restauro che è possibile rileggere negli scritti che Cesare Brandi pubblicò sul Bollettino dell'Istituto Centrale del restauro e successivamente raccolse in un'unica pubblicazione Teoria del restauro.
Nell'ambito dell'ICR viene messa a punto la tecnica di integrazione pittorica definita a "tratteggio". La biblioteca viene istituita nel luglio del 1939, contemporaneamente alla creazione del Regio istituto centrale del restauro. Su iniziativa dell'ICR e del Consiglio Nazionale delle Ricerche venne attivata, nel 1977, la commissione NorMaL.
La sede storica di piazza San Francesco di Paola è stata abbandonata nel corso del 2010. L'ente è ospitato per intero presso il complesso monumentale di San Michele a Ripa Grande. L'allestimento della sede storica, vicina a piazza San Pietro in Vincoli, in un convento proprietà dei frati Minimi di San Francesco di Paola, venne curato dal giovane architetto Silvio Radiconcini, i cui elaborati progettuali sono conservati nella biblioteca. Il primo nucleo costitutivo della biblioteca, di cui sono state mantenute le principali linee compositive, fu un lascito di Adolfo Venturi poi impreziosito da un bassorilievo bronzeo ad opera di Giacomo Manzù e posto all'interno delle scansie lignee della stessa. Le attrezzature scientifiche, dalla microscopia ottica alle apparecchiature per analisi radiografiche, sono state tra i più importanti investimenti compiuti in questo settore da parte dell'amministrazione pubblica. Il 4 marzo 2017 è stata inaugurata, presso il convento di Santa Lucia Nova a Matera, la sede distaccata dell'istituto intitolata a Michele D'Elia.

### Il nome
L'ICR venne fondato nel 1939 con la denominazione "Regio Istituto del Restauro". Con l'avvento della Repubblica il termine Regio venne rimosso.
Nel 1975 in conseguenza della fondazione del Ministero per i Beni Culturali avvenuta nel 1974 l'ICR modificò, in linea con la politica del Ministero tesa a sottolineare la presenza attiva dell'amministrazione, il "del" con il "per".
Negli ultimi decreti relativi alla riorganizzazione del Ministero succedutisi in questi ultimi anni l'ICR viene identificato come "Istituto centrale del restauro" sebbene non ci sia stato, ad oggi, un decreto specifico di riorganizzazione o solo di modifica del nome ufficiale dell'Istituto. La modifica della denominazione da Istituto Centrale per il restauro in Istituto Superiore per la conservazione ed il restauro sancita dal DPR n. 233/2007 concludeva la querelle, ma con il D.P.C.M. n. 169/2019 è stato reintrodotto il nome precedente.

## Struttura
I compiti dell'ente sono i seguenti: 
- svolgere indagini sistematiche sull'influenza che i vari fattori ambientali, naturali e accidentali esercitano nei processi di deterioramento e sui mezzi atti a prevenire ed inibirne gli effetti;
- eseguire le indagini necessarie alla formulazione delle normative e delle specifiche tecniche in materia di interventi conservativi e di restauro;
- prestare consulenza scientifica e tecnica agli organi periferici del Ministero, nonché alle Regioni;
- provvedere all'insegnamento del restauro in particolare per il personale tecnico-scientifico dell'amministrazione ed ai corsi di aggiornamento per lo stesso personale dell'amministrazione dello Stato e delle amministrazioni regionali che lo richiedano;
- effettuare restauri per interventi di particolare complessità o rispondenti a particolari esigenze di ricerca o a finalità didattiche.

### Scuola di alta formazione e di studio
Dal 1944 nell'istituto centrale è presente una scuola per la formazione dei restauratori che, nel 1998, con la promulgazione del D.Lgs. 368/98, ha preso il nome di "Scuola di alta formazione e di studio" per l'insegnamento del restauro. Dal 2006 (D.Lgs. 156/2006, art. 29, comma 9), il diploma rilasciato è equiparato al diploma di laurea magistrale.

## Vecchio logo

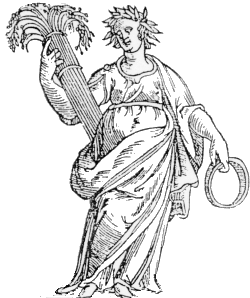
Allegoria della Conservatione (logo dell'ICR sino al 2006)

Rappresenta l'allegoria della Conservatione, incisione seicentesca inserita nell'Iconologia di Cesare Ripa, basata sulla seguente descrizione di Pietro Leone Casella: 
«Donna, vestita d'oro, con una ghirlanda d'Ulivo in capo nella mano destra terrà un fascio di miglio, & nella sinistra un cerchio d'oro. L'Oro, & l'Ulivo significano conservatione; questo perche conserva i corpi dalla corrottione, & quello, perche difficilmente si corrompe. Il Miglio parimente conserva le Città. Il Cerchio, come quello, che nelle figure non hà principio, nè fine, può significare la duratione delle cose, che per mezzo di una circolare trasmutatione si conservano».

## Direttori
- Cesare Brandi (1939-1961)
- Pasquale Rotondi (1961-1973)
- Giovanni Urbani (1973-1983)
- Umberto Baldini (1983-1987)
- Michele d'Elia (1987-1991)
- Evelina Borea (1991-1994)
- Michele Cordaro (1995-2000)
- Almamaria Tantillo Mignosi (2000-2002)
- Caterina Bon Valsassina (2002-2009)
- Gisella Capponi (2009-2018)
- Luigi Ficacci (2018-2021)
- Alessandra Marino (2021 - 2023)
- Luigi Oliva (2024 - in attività)